# Kser
Kser – szczyt górski o wysokości 1900 m n.p.m. w Alpach Julijskich w Słowenii. Znajduje się na grzbiecie górskim Spodnje Bohinjske, pomiędzy szczytem Mahavšček a Tolminskim Kukiem.

## Dostęp
Wymieniona jest większość znakowanych szlaków turystycznych:
- Koča pri Savici – Kser 4 h 30 min
- Planina Polog – Kser (przez dolinę Dobrenjščico) 4 h 30 min